# Lamoricière (navire)
Pour les articles homonymes, voir Lamoricière.
Le Lamoricière est un paquebot de la Compagnie générale transatlantique, mis en service en février 1921 sur les lignes d’Afrique du Nord, au départ de Marseille, service qu’il assurera jusqu’à son naufrage en 1942. En 1940, il est transformé à la chauffe au charbon du fait des restrictions de guerre.
Il porte le nom du général Christophe de Lamoricière.

## Le navire
Construit dans les chantiers britanniques de Swan Hunter & Wigham Richardson (Newcastle, Angleterre) et inauguré en 1921, le paquebot mesure 112 mètres de long, pour une jauge brute de 4 712 tonneaux. Avec sa machine de 8 000 ch chauffant au mazout (relative nouveauté de l'entre-deux-guerres), il peut atteindre une vitesse de 18 nœuds avant qu'il ne soit transformé en 1940 à la chauffe au charbon du fait des restrictions allemandes sur le mazout.

## Le naufrage
Le 6 janvier 1942, il quitte Alger pour Marseille avec 272 passagers et 122 membres d’équipage à son bord sous les ordres du commandant Joseph Milliasseau. Le lendemain soir, il se déroute pour porter secours au cargo Jumièges de la compagnie Worms, en difficulté au large des îles Baléares. Le paquebot arrive trop tard pour porter secours au cargo, et essuie une violente tempête : l’eau s’engouffre dans les soutes par les sabords mal joints et le navire commence à prendre de la gîte. Le 8 janvier vers 16h, une voie d'eau se déclare et inonde la chaufferie. Le Lamoricière lance un SOS à 1h du matin et plusieurs navires se portent à son secours, en particulier les paquebots Gouverneur-Général-Chanzy et Gouverneur-Général-de-Gueydon de la Transat, mais le 9 janvier à 12h40, il coule corps et biens. Les opérations de sauvetage se poursuivent le reste de la journée, les navires sauveteurs tentant de récupérer les naufragés dans la houle.
L'enquête établira que le naufrage était dû à la transformation de la chauffe au mazout par celle au charbon et à la mauvaise qualité de celui-ci, entraînant un manque de puissance des machines dans la tempête, mais aussi au fait qu'il avait quitté sa route en pleine tempête pour aller porter secours sans succès au Jumièges, et ce par fort vent de travers qui eut raison de l'étanchéité des sabords.
Seuls 93 passagers et membres d’équipage seront sauvés. Le bilan du double naufrage s'élève à 301 morts pour le Lamoricière, et vingt morts pour le Jumièges. Parmi les victimes du naufrage du Lamoricière se trouve le mathématicien polonais Jerzy Różycki, qui a contribué au déchiffrement d'Enigma.
L’épave du Lamoricière a été retrouvée en mai 2008 par une équipe de plongeurs italiens et espagnols, par 156 mètres de profondeur à dix kilomètres au large du Cap Favaritx, au nord-est de Minorque.